# Орел-Орленко Іван Михайлович
Іва́н Миха́йлович Оре́л-Орле́нко (1896-1937) — український художник, представник школи «бойчукістів».

## Життєпис
В часі визвольних змагань — хорунжий Дієвої Армії УНР, технічні війська, помічник начальника розвідки при комендатурі в Києві.
1923 року був поручителем «по молодій» на вінчанні поручника Бориса Єфремова.
Виїхав до з Польщі до Ельзасу, Франція, 1923 року, а потім в Париж екзильна преса писала, що «там перейшов на службу совєтів. Аґент розвідки совєтів.» Уряд Франції змусив покинути країну в 1927.
Повернувся до України — тоді УСРР, навчався малюванню у Бойчука. Був першим директором Харківського дому архітектора у 1934-1936.
У листопаді 1936 заарештований,  засуджений у справі "бойчукістів". Розстріляний 13 липня 1937 року.
Станом на 2017 рік роботи вважаються втраченими.